# دانه‌خوار بال‌نواری
دانه‌خوار بال‌نواری (نام علمی: Sporophila americana) نام یک گونه از سرده دانه‌خوارهای اصلی است.